# Alessandra Mele
Alessandra Watle Mele (ur. 5 września 2002 w Pietra Ligure) – norwesko-włoska piosenkarka i autorka tekstów. Reprezentantka Norwegii w 67. Konkursie Piosenki Eurowizji (2023) w Liverpoolu.

## Życiorys
Jest córką Włocha i Norweżki. Dorastała we włoskiej gminie Cisano sul Neva. W wieku dwunastu lat wygrała piątą edycję VB Factor, lokalnego talent show w regionie Val Bormida. Po ukończeniu szkoły średniej w 2021 roku przeprowadziła się do swoich dziadków w Porsgrunn w Norwegii, a następnie przeniosła się do Lillehammer, gdzie studiowała w Lillehammer Institute of Music Production and Industries (LIMPI).
W 2022 roku wzięła udział w programie The Voice – Norges beste stemme, norweskiej wersji formatu The Voice. Po przesłuchaniach w ciemno dołączyła do zespołu trenera Espena Linda, ostatecznie została wyeliminowana w programach na żywo. W lutym 2023 roku z utworem „Queen of Kings” zwyciężyła w finale programu Melodi Grand Prix 2023, tym samym zdobywając prawo do reprezentowania Norwegii w 67. Konkursie Piosenki Eurowizji, w którego finale zajęła piąte miejsce po zdobyciu 268 punktów, w tym 216 pkt od telewidzów (3. miejsce) i 52 pkt od jurorów (17. miejsce).

### Życie prywatne
W lutym 2023 w wywiadzie dla Eurovision Fun poinformowała, że jest biseksualna, a jej piosenka „Queen of Kings” manifestuje jej doświadczenia jako biseksualnej kobiety. 

## Dyskografia
Single
| Rok  | Tytuł            | Certyfikat                | Album |
| ---- | ---------------- | ------------------------- | ----- |
| 2023 | „Queen of Kings” | - POL: 2x platynowa płyta |       |
| 2023 | „Pretty Devil”   |                           |       |

Z gościnnym udziałem
| Rok  | Piosenka                    | Album |
| ---- | --------------------------- | ----- |
| 2023 | „Dance Dance” (Gabry Ponte) | –     |